# Святослав Игоревич (князь волынский)
Святослав Игоревич (в крещении Адриан, 1176 — 1211) — князь Волынский в 1206—1208 годах, Перемышльский в 1210—1211 годах, третий сын героя «Слова о полку Игореве», Новгород-Северского князя Игоря Святославича и галицкой княжны Ефросиньи Ярославны.

## Биография
В 1185 году Святослав вместе со старшими братьями, отцом и другими северскими князьями, возможно, участвовал в походе против половцев (в «Слове о полку Игореве» упоминаются молодые месяцы — Олег и Святослав).
После гибели в 1205 году в битве при Завихосте Романа Мстиславича Галицкого его малолетнему сыну и наследнику Даниилу при поддержке венгерского короля Андраша II Арпада ещё некоторое время удалось продержаться в Галиче. Но уже в 1206 году с помощью части галицкой знати во главе с вернувшимися из изгнания Кормиличичами Игоревичам удалось занять лидирующие позиции в Галицко-Волынском княжестве: Владимир сел в Галиче, Святослав во Владимире-Волынском, а Роман в Звенигороде.
Воспользовавшись несогласием в стане Игоревичей, князь волынского города Белза Александр Всеволодович, решил овладеть главным волынским столом. Получив помощь от своего родственника, польского князя Лешко Белого, он пришел к Владимиру Волынскому и без боя захватил его (1208). Польские воины страшно разграбили город. Святослав Игоревич был увезен в плен в Польшу. На некоторое время Александра вытеснил из Владимира Ингварь Ярославич, на дочери которого женился польский князь Лешко Белый. Но к началу 1210 года Александр вновь утвердился на владимирском престоле.
Боярство Галича поспособствовало замене одного Игоревича другим — галицкий стол с помощью венгерской поддержки занял Роман Игоревич. В 1210 году, воспользовавшись волнениями в Галиче, венгерский король Андрей II послал туда войско, которое при помощи провенгерской партии бояр захватило Галич, застав врасплох Романа Игоревича, увезенного под стражей в Венгрию.
Но вскоре бояре вынуждены были позвать на княжение старшего брата Романа Владимира. Объединившись, Игоревичи собрали сильное войско и выгнали венгерский гарнизон из Галича. На столе утвердился Владимир. Роман (к тому времени бежавший из венгерской тюрьмы) сел в Звенигороде, а Святослав Игоревич перешёл в Перемышль — второй по значению город собственно Галицкого княжества.
Для утверждения своей власти Игоревичи расправились с недовольной ими частью галицких бояр, после чего окончательно лишились поддержки в княжестве. В 1211 году польско-венгерские войска захватили Святослава в Перемышле, а Романа в Звенигороде, Владимир был изгнан из княжества несмотря на помощь, приведённую его сыном Изяславом из Новгород-Северского княжества и половецких степей. На галицкий престол был посажен Даниил Романович. Галицкие бояре выкупили из венгерского плена Игоревичей и в сентябре 1211 года Роман, Святослав и, предположительно, Ростислав Игоревичи были повешены.

## Семья
Жена: с 1188 года Ярослава, дочь Рюрика Ростиславича, великого князя киевского.
Дети:
- Агафья (ум. после 1247) — с 1209 года замужем за Конрадом Мазовецким.
- Олег Курский (возможно[6])